# The Book Beri'ah - Malkhut
Malkhut est le disque numéro 10 du coffret The Book Beri'ah, troisième volet du projet Masada de John Zorn. Il est interprété par le groupe Secret Chiefs 3.

## Titres
| No  | Titre       | Durée |
| --- | ----------- | ----- |
| 1.  | Sitra Achra | 3:28  |
| 2.  | Chitzonuyut | 3:45  |
| 3.  | Shadim      | 4:52  |
| 4.  | Netzokim    | 4:18  |
| 5.  | Yekinah     | 4:34  |
| 6.  | Netzach     | 2:11  |
| 7.  | Sapar       | 3:57  |
| 8.  | Mishkan     | 3:51  |
| 9.  | Makif       | 1:36  |
| 10. | Atzmut      | 3:36  |
| 11. | Ayin        | 3:30  |
| 12. | Shemot      | 3:33  |

## Personnel
- Trey Spruance - guitares, synthétiseurs, orgue de cinéma, kinnor, lyre, clavinet, glockenspiel, effets
- Jason Schimmel - guitares, sitar
- Eyvind Kang - violon, alto
- Matt Lebofsky - orgues Hammond et Farfisa, piano, piano électrique, moog
- Shanir Ezra Blumenkranz - basse, oud, gimbri
- Ches Smith - congas, vibraphone, dumbek, shakers (batterie sur 1)
- Kenny Grohowski - batterie (congas sur 1)
- Ryan Parrish - kaval (1, 6, 8)